# Irina von Wiese
Irina von Wiese (ur. 11 września 1967 w Kolonii) – brytyjska polityk i prawniczka niemieckiego pochodzenia, posłanka do Parlamentu Europejskiego IX kadencji.

## Życiorys
Urodziła się w Niemczech, w latach 90. zamieszkała w Wielkiej Brytanii, uzyskała obywatelstwo tego kraju. Studiowała prawo i stosunki międzynarodowe na uniwersytetach w Kolonii, Monachium i Genewie. Uzyskała dyplom MPA na Uniwersytecie Harvarda. Jako prawniczka pracowała m.in. w niemieckiej służbie zagranicznej i Komisji Europejskiej. Podjęła także prywatną praktykę, specjalizując się w prawie konkurencji.
Działaczka różnych organizacji społecznych, w tym Refugees at Home. Dołączyła do Liberalnych Demokratów, kandydowała z ramienia tej partii w wyborach lokalnych. W 2019 została wybrana na eurodeputowaną IX kadencji.